# حد برمرمن
حد برمرمن (به انگلیسی: Bremermann's limit) بیانگر حداکثر توان پردازشی ممکن برای یک سامانهٔ پردازش اطلاعات است. این حد که برگرفته از نظریه های مکانیک کوانتومی است بیان می‌دارد که هیچ سامانهٔ پردازشی، چه طبیعی و چه ساختهٔ بشر، نمی‌تواند به ازای هر گرم از جرمش، بیشتر از ‎۲×۱۰۴۷ بیت بر ثانیه پردازش داده انجام دهد. منظور از پردازش داده در این تعریف انتقال بیت‌های داده از طریق یک یا چند کانال یک سیستم است.
حد برمرمن حاصل ترکیب فرمول مشهور E=mc2 آلبرت اینشتین و اصل عدم قطعیت هایزنبرگ است. (‎ c2/h ≈ ۱٫۳۶ × ۱۰۵۰ bps/kg)
با توجه به این حد برای نمونه می‌توان محاسبه کرد که اگر یک پردازشگر فرضی هم‌جرم با کرهٔ زمین (‎۶×۱۰۲۷ گرم) در مدتی برابر عمر تقریبی زمین (‎۳٫۱۴×۱۰۷ ثانیه) فعال باشد، می‌تواند حداکثر ‎۲٫۵۶×۱۰۹۲ بیت داده را پردازش کند (تقریباً ۱۰۹۳ بیت). باید توجه داشت که در بسیاری از مسائل علمی و مهندسی در صورتی که مدل به اندازهٔ کافی دقیق و حاوی جزئیات باشد، به پردازشگری قوی‌تر از این برای حل‌شدن نیاز خواهد داشت. بر این اساس گفته می‌شود که اگر یک برنامهٔ پایان‌پذیر نیاز به پردازش بیش از ‎۱۰۹۳ بیت داده داشته باشد، عمر جهان ما برای حل آن کفایت نمی‌دهد و می‌توان بر پایهٔ این موضوع، مسائل را به دو دستهٔ زیر حد برمرمن و بالای حد برمرمن تقسیم کرد. مسائل تشخیص الگو و آزمایش‌های بزرگ‌مقیاس مدارهای دیجیتال از جمله مسائلی هستند که ممکن است فراتر از حد برمرمن قرار گیرند، برای حل چنین مسائلی نیاز به ساده‌سازی خواهد بود تا بتوان آن را در حدی قابل مدیریت کاهش داد.
حد برمرمن در طراحی و ارزیابی الگوریتم‌های رمزنگاری و انتخاب اندازهٔ کلید رمزنگاری یا مقادیر هش شده اهمیت دارد.